# 德爾莫·施瓦茨
德爾莫·施瓦茨（Delmore Schwartz，1913年12月8日－1966年7月11日），是美国诗人和短篇小说家。

## 生平

### 早年
1913年，施瓦茨生長於纽约布鲁克林的罗马尼亚犹太人家庭。施瓦茨的雙親，在他九岁时分居。父母的離異，对施瓦茨产生了深远的影响。施瓦茨有個弟弟，肯尼斯（Kenneth）。 1930年，施瓦茨的父亲突然去世，享年49岁。尽管其父通过房地产生意积累了大量财富，但由于遗产执行人的不正当手段，施瓦茨只继承了其中的一小部分。施瓦茨的传记作者詹姆斯·阿特拉斯(James Atlas)表示，“直到1946年，德爾莫仍然希望最终能够继承他的遗产。” 
施瓦茨曾就读于哥伦比亚大学和威斯康星大学。1935年，从纽约大学毕业，获得学士学位。随后，施瓦茨在哈佛大学攻读哲学碩士，师从哲学家懷德海 ，但最終肆業，返回纽约，没有取得学位。 
1937年，施瓦茨与《党派评论》的书评人Gertrude Buckman结婚，6年后离婚。

### 写作
1937年，施瓦茨以雙親灾难性婚姻作为他最著名的短篇小说〈責任始於夢想中〉（In Dreams Begin Responsibilities）的主题，发表在《党派评论》第1期上。 这个故事和其他短篇小说和诗歌一起成为他的第一本书，也名为《責任始於夢想中》 ，出版于 1938 年。施瓦茨時年僅25岁。该作广受好评，到了文壇大老的赞扬，包括艾略特、威廉·卡洛斯·威廉斯和庞德，施瓦茨成为纽约知识界的知名人物，是同代中最有天赋和最有前途的年轻作家之一。 艾伦·泰特評論道：“[施瓦茨]的诗歌风格标志着‘自艾略特和庞德以来我们所拥有的第一个真正的创新。’” 
接下来几十年，施瓦茨继续发表故事、诗歌、戏剧和散文，并编辑了1943年至1955年的《党派评论》和《新共和》 。1943年，施瓦茨出版了史诗《创世纪》 （Genesis: Book One），希望能与《荒原》和《詩章》（The Cantos）等其他现代主义史诗一样，成为杰作，但当他收到负面的批评时，感到非常沮丧。 1948年，他与小说家伊莉莎白·寶萊 (Elizabeth Pollet) 结婚。这段感情也以离婚告终。
1959年，施瓦茨憑同年出版的詩集《夏天的知识：新诗选》（Summer Knowledge: New and Selected Poems），成为有史以来最年轻的博林根獎获得者。施瓦茨的诗歌，不同於他的故事，较少自传性，更具哲学性。他的诗在晚年也越来越抽象。施瓦茨在6所大学教授创意写作，包括雪城大学、普林斯顿大学和凯尼恩学院。
施瓦茨除了被认为是一位才华横溢的作家之外，还十分健谈好客，流連纽约市白马酒馆招待友人。
施瓦茨的大部分作品，以其哲学性和深刻的冥想性闻名。文学评论家R.W. Flint写道，施瓦茨的故事是“大萧条时期纽约犹太中产阶级的清晰写照”。  施瓦茨特别强调了他这一代人（在大萧条时期长大）和他父母那一代人（憧憬美国的第一代移民）间存在巨大的鸿沟。針對施瓦茨的作品，莫里斯·迪克斯坦論道：“施瓦茨最好的故事，不是一本正经地讽刺漫遊者（英語：the bohemians）和他这一代彻头彻尾的失败，如《世界是一场婚礼》（The World Is a Wedding）和《年夜》（New Year's Eve），就是紀錄他父母那一代的悲惨生活，对他父母那一代来说，美国夢的希望尚未兌現。” 
1978年，施瓦茨的短篇小说选集，在其死后出版，题为《責任始於夢想中和其他故事》。由詹姆斯·阿特拉斯 (James Atlas)编辑。1976年，阿特拉斯撰写了施瓦茨的传记。2004年，施瓦茨的另一部作品集《賓果卡：故事与诗歌》（Screeno: Stories & Poems）出版，作家辛西亞‧歐芝克為此集子作序。

### 死亡
由于酗酒和精神疾病，晚年的施瓦茨无法複製他早期的成功。人生最后几年，施瓦茨在纽约切尔西飯店度過，与世隔绝。1966年7月11日，施瓦茨因心脏病在飯店房间去世，享年52岁。两天后，尸体在太平间得到了確認。  
施瓦茨，葬於紐泽西州愛默生(Emerson)的雪松公园公墓。 

## 作品
- The Poets' Pack (Rudge, New York, 1932), school anthology including four poems by Schwartz.
- Schwartz, Delmore. . 1978. ISBN 9780811206808. (New Directions, 1938), ISBN 978-0-8112-0680-8, a collection of short stories and poems.
- Shenandoah and Other Verse Plays (New Directions, 1941).
- Genesis: Book One (New Directions, 1943), book-length poem about the growth of a human being.
- The World Is a Wedding (New Directions, 1948), a collection of short stories.
- Vaudeville for a Princess and Other Poems (New Directions, 1950).
- Schwartz, Delmore. . 1967. ISBN 9780811201919. (New Directions, 1959; reprinted 1967), ISBN 978-0-8112-0191-9.
- Successful Love and Other Stories (Corinth Books, 1961; Persea Books, 1985), ISBN 978-0-89255-094-4

### 身后出版
- Donald Dike, David Zucker (ed.) Selected Essays (1970; University of Chicago Press, 1985), ISBN 978-0-226-74214-4
- In Dreams Begin Responsibilities and Other Stories (New Directions, 1978), a short story collection.
- Letters of Delmore Schwartz, ed. Robert Phillips (1984) ISBN 978-0-86538-048-6
- The Ego Is Always at the Wheel: Bagatelles, ed. Robert Phillips (1986), a collection of humorous whimsical short essays
- Schwartz, Delmore. . 1989. ISBN 9780811210966. ed. Robert Phillips (New Directions, 1989) ISBN 978-0-8112-1096-6
- . New Directions. 2004. ISBN 978-0-8112-1573-2.